# Mycetia nepalensis
Mycetia nepalensis är en måreväxtart som beskrevs av Hiroshi Hara. Mycetia nepalensis ingår i släktet Mycetia och familjen måreväxter. Inga underarter finns listade i Catalogue of Life.